# Myjau
Myjau (2009) je čtvrté oficiálně vydané album skupiny Květy. Obsahuje 12 písniček, které jsou (kromě písně Dokud běžíš, kde je autorem hudby Aleš Pilgr) autorským dílem Martina Evžena Kyšperského, frontmana kapely. Myjau je prvním albem nahraným v nové čtyřčlenné sestavě kapely, poprvé ve studiu Ondřeje Ježka. Album vyšlo na CD i LP, obal vytvořili Pavla Kačírková a Martin E. Kyšperský.
Nedlouho po vydání alba vyšel také související singl Dokud běžíš / Dopis španělské princezně.

## Seznam písní
1. Psí hvězda – 3:56
2. Tulák – 4:59
3. Když L. Kerndl zpíval na lodi – 4:44
4. S notebookem na klíně – 3:31
5. Měsíční světlo – 3:07
6. Na balkóně zpívá pták – 2:28
7. Lucie – 4:48
8. S kokrháním psů – 4:59
9. Balón (na školním fotbalovém utkání) – 3:59
10. Metrem – 5:49
11. Vánoce bláto smetí – 3:43
12. Dokud běžíš – 4:39 (na LP píseň chybí)

## Obsazení

### Květy
- Martin E. Kyšperský – zpěv, elektrické a akustické kytary, piano (1), steel-kytara (2), tamburína (4, 5), tubafon (5), banjo (7), harmonium (10, 11), fender piano (11), kravské zvonce (12), kontrabas (12), tleskání
- Aleš Pilgr – bicí a perkuse, zvonkohra (4, 6, 7), harmonium (6), fender piano (6), bubínek revolveru (6), klakson a řetěz (8), templ-bloky (9), foukací harmonika (12), brumle (12), vokály (1, 3, 6, 9, 12), tleskání
- Ondřej Čech – basová kytara, elektrický a akustický kontrabas
- Albert Novák – housle

### Hosté
- Lenka Dusilová – zpěv (1, 6)
- Ondřej Galuška – pozoun (7, 8)
- Dušan Souček – vokál (12)
- Ondřej Ježek – vokály (1, 3), fender piano (3), e-bow kytara (4), piano (9, 10), vajíčko (9), tubafon (9), foukací harmonika (12), kravské zvonce (12), tleskání

## Ocenění
- Album bylo oceněno Andělem 2009 v kategorii Alternativní hudba.